# Memoria
Memoria, supraintitulată „revista gândirii arestate”, este revista Fundației Culturale Memoria.
A fost înființată de Banu Rădulescu, după Revoluția din 1989 pentru a constitui un patrimoniu al mărturiei suferințelor acestor victime. Este editată de Fundația Culturală Memoria, sub egida Uniunii Scriitorilor din România.
Revista, cu apariție lunară, a fost lansată în 1990, cu Banu Rădulescu redactor-șef.
Din redacția revistei făceau parte Ernest Bernea, Ana Blandiana, Ștefan Augustin Doinaș, Adrian Marino, Ion Negoițescu, Alexandru Paleologu, Dumitru Stăniloaie, Petre Țuțea, Ion Vianu și Romulus Vulcănescu.
„Memoria” a fost declarată cea mai bună revistă pe 2009 de ARIEL (Asociația Editorilor, Librarilor și Imprimerilor).
„Memoria” a fost creată în noiembrie 1990 de către Banu Rădulescu sub egida Uniunii Scriitorilor din România. Începând cu anul 2003 revista a fost condusă de Micaela Ghițescu.